# Alfonso de Aragón y de Sotomayor
Alfonso de Aragón y Sotomayor (c. 1479-Valladolid, 19 de agosto de 1513), noble español que fue II duque de Villahermosa y II conde de Cortes, señor de la baronía de Arenós, de la baronía de Val de Artana, de la villa de Onda y de Meliana, caballero profeso de la Orden de Santiago y comendador de Paracuellos en la provincia de Castilla.

## Biografía
Nació alrededor de 1479, siendo hijo de Alfonso de Aragón y Escobar, I duque de Villahermosa y conde de Ribagorza, y su esposa Leonor de Sotomayor y Portugal. El 19 de diciembre de 1481 recibió de su padre en donación inter vivos el ducado de Villahermosa, en caso de que muriese su hermano mayor. Muerte este en la niñez, Alfonso heredó el título en 1485, bajo la tutela de su madre. El 26 de junio de 1486 aparece confirmando un privilegio dado por los Reyes Católicos en Trujillo y, seis años más tarde, las capitulaciones de Granada, donde firmó como Alfón de Aragón, Duque de Villahermosa, sobrino del rey.
Durante estos años debió enfrentarse a los intentos del rey Fernando de vender el ducado a los acreedores de la casa ducal, cosa que finalmente no ocurrió. Por cédula del 21 de junio de 1491 Alfonso pudo mantener el dominio del ducado y, tras reñidos pleitos, obtener sentencia definitiva a su favor dada por el lugarteniente general de Valencia el 30 de abril de 1498. El 15 de octubre del mismo año el monarca le hizo merced de cualquier derecho que pudiera pertenecerle sobre el Estado de Villahermosa, a cambio de 20 000 sueldos pagados a Juan Valltierra. En el 1500 el gobernador de Valencia ordenó que se le diera nueva posesión al duque, aunque el compromiso definitivo con los acreedores no se celebró hasta 1510. El 15 de noviembre de ese año, por 400 000 ducados valencianos, el duque compró a Jofre de Tous y su esposa Violante de Villarnau la baronía de Val de Artana con sus lugares de Raval, Beniferriol, la Mezquita, Benita y Danteu, y luego obtuvo del rey la merced de la villa de Onda.
En 1506 acompañó al rey Fernando a la jornada de Nápoles y en 1512 asistió con el duque de Nájera al socorro de Pamplona, sitiada por el pretendiente navarro Juan de Albret. Aunque casi llegó a embarcarse con el Gran Capitán en su viaje a Italia, el monarca dispuso que se quedase en la península para servir en la guerra navarra. En 1512 vuelve a aparecer allí como capitán general de las tropas aragonesas, por cuanto estas no querían ser lideradas por un general castellano: «Se tomó por medio al principio que las llevase Don Alonso de Aragón, Duque de Villahermosa, que era de la Casa Real, pues el Reino se tenía por agraviado que estuviesen debajo de Capitán General castellano, y no querían obedecer al duque de Naxera».
Falleció en Valladolid el 19 de agosto de 1513, con solo 32 años.  Había hecho testamento ese mismo día ante el notario Francisco de García y en él dispuso que, mientras ella viviera, se acudiese a la duquesa su madre con la mitad de todas sus rentas, dejó a su sobrina Aldonza de Aragón los 500 000 maravedís que a él le había dejado su tía la reina Isabel y nombró por heredero universal del vínculo y mayorazgo, que incluía la baronía de Artana, a su sobrino carnal Fernando Sanseverino de Aragón, príncipe de Salerno, hijo de su hermana difunta Marina de Aragón. Por falta de este señor sin hijos varones legítimos, sucedería su sobrino el conde de Ribarzoga o su hijo varón, y si aún estos fallecieren sin lograr sucesión, el mayorazgo debería recaer en la hija mayor del príncipe de Salerno o, en su defecto, en la hija mayor del mismo conde de Ribarzoga, y por su falta al hijo mayor del conde de Albaida. La villa de Onda y su jurisdicción, en tanto, la legó al monarca «para que torne al estado primero que solía estar», y designó por albaceas y testamentarios a micer Pedro Alpont y a Martin de Viciana, comendador calatravo. Su cuerpo fue depositado primeramente en la capilla mayor del monasterio de San Pablo de Valladolid y luego, como él ordenó en su testamento, trasladado con el de su padre al lado de los reyes de Aragón a la capilla de la Magdalena del monasterio de Poblet y depositado en tumba de madera debajo del sepulcro de los caballeros Anglesolas, hasta que en 1650 sus restos se colocaron dentro de él. Según las memorias de la casa, «fue muy franco y gentil caballero y gran cortesano y de mucho valor, estimado por muy valiente en lo que se le ofreció».

## Matrimonio y descendencia
Aunque el duque no llegó a casar, las memorias de la casa dicen que el papa Alejandro VI concertó su matrimonio con Lucrecia Borgia, señora de Pessaro, duquesa de Bisceglia y duquesa reinante de Ferrara, y también el conde de Ribargoza, su hermano mayor, trató su enlace con Lucrecia del Balzo, condesa de Alessano.
Tuvo con una dama de la reina de Nápoles una hija natural, Leonor de Aragón, que se crio con la duquesa Leonor de Sotomayor y, tras su muerte, con Miguel Ximénez de Urrea, II conde de Aranda, y su esposa Bárbara de Cardona, y fue concertada en matrimonio con el primogénito de los condes, Hernando Ximénez de Urrea.